# IJsselbrug (Zwolle)
De IJsselbrug (ook wel Katerveerbrug (I)) vormt de verbinding over de IJssel tussen Zwolle en Hattem. Enkele honderden meters van deze brug ligt de Nieuwe IJsselbrug in de A28 en een Hanzeboog op de spoorlijn Utrecht - Zwolle. 

## Geschiedenis
Voordat de IJsselbrug tot stand kwam, werd de verbinding tussen de oevers verzorgd door een veerdienst, het Katerveer. In 1905 kwam de Commissie tot overbrugging van den IJssel nabij het Katerveer tot stand. De Zwolse burgemeester I.A. van Roijen hield in de Eerste Kamer enkele keren een pleidooi. Er werd 1000 gulden bijeen gebracht voor een eerste ontwerp. De brug is uiteindelijk in 1930 opengesteld en tegelijk werd de veerdienst opgeheven.
In de vroege ochtend van 10 mei 1940 werd om de opmars van de Duitsers af te remmen het hoofdgedeelte van de IJsselbrug door het Nederlandse leger opgeblazen. De stalen boogbrug viel in het water, maar de rivierpijlers en de aanbruggen bleven gespaard. Het herstel van de brug duurde bijna 3 jaar. In januari 1943 was operatie "in den oorspronkelijke toestand" voltooid. Het houten dek van de hoofdbrug werd vervangen door een versie van gewapend beton. 
In 1945 werd voor de tweede keer de brug opgeblazen, nu door het Duitse leger om het de geallieerde troepen moeilijk te maken verder op te rukken. Er werd door de geallieerden tijdelijk een baileybrug aangelegd. Op 4 oktober 1947 heropende de Minister van Openbare Werken en Wederopbouw, ir. H. Vos, de IJsselbrug.

## Rijksmonument
De IJsselbrug is sinds 1999 een rijksmonument.

## Fotogalerij

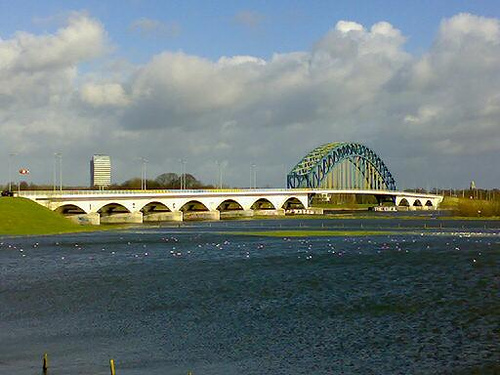
De brug bij hoogwater in januari 2007 (Links op de achtergrond is de IJsseltoren te zien)
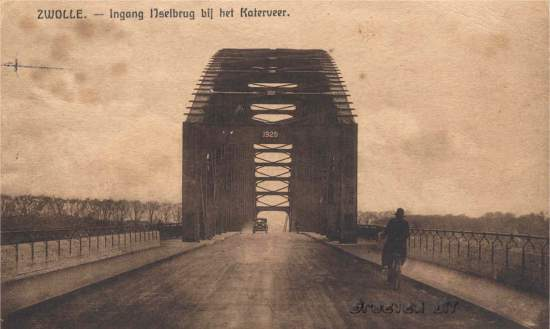
De brug kort na de opening in 1930
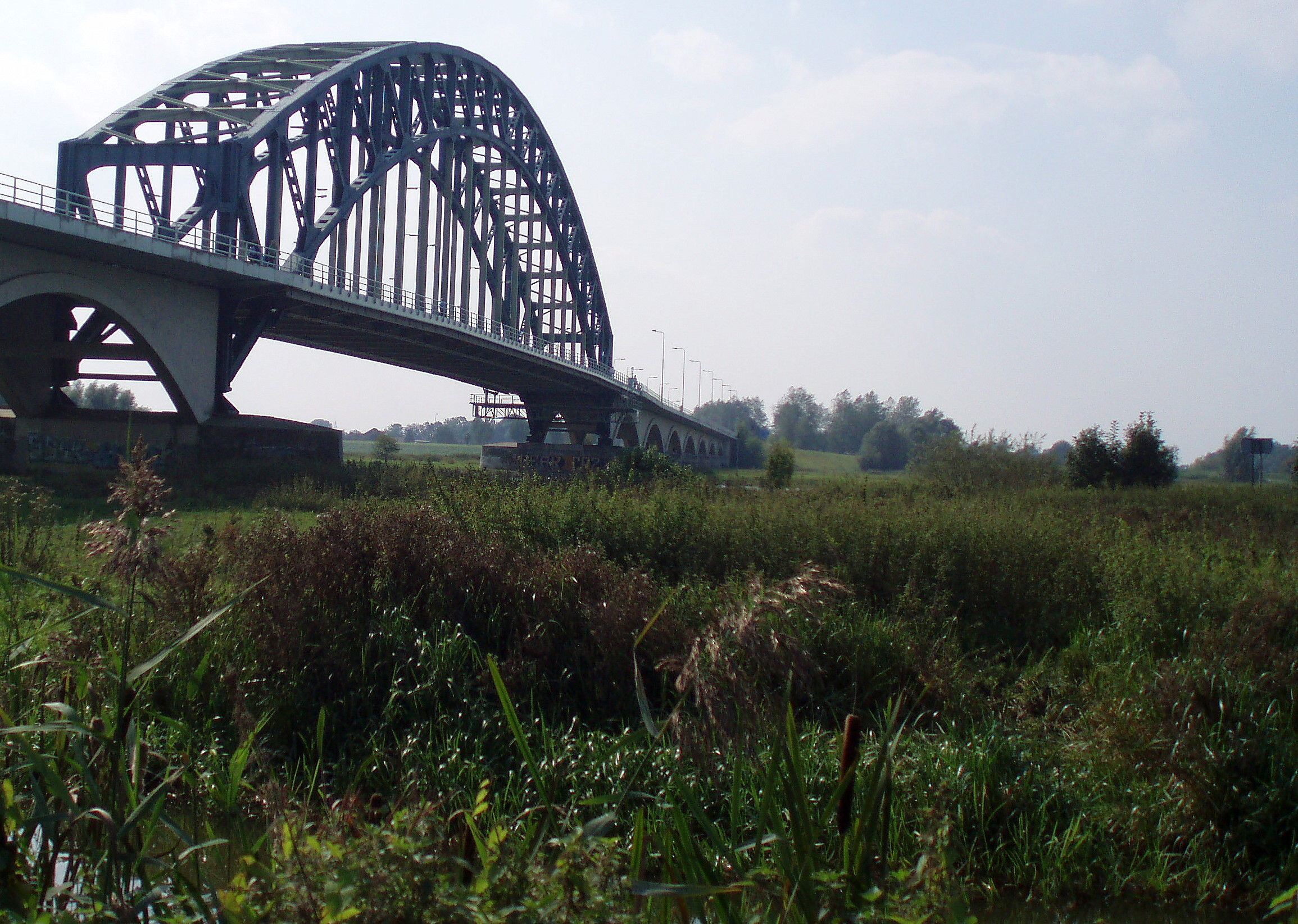
Gezien vanaf de oever van de IJssel
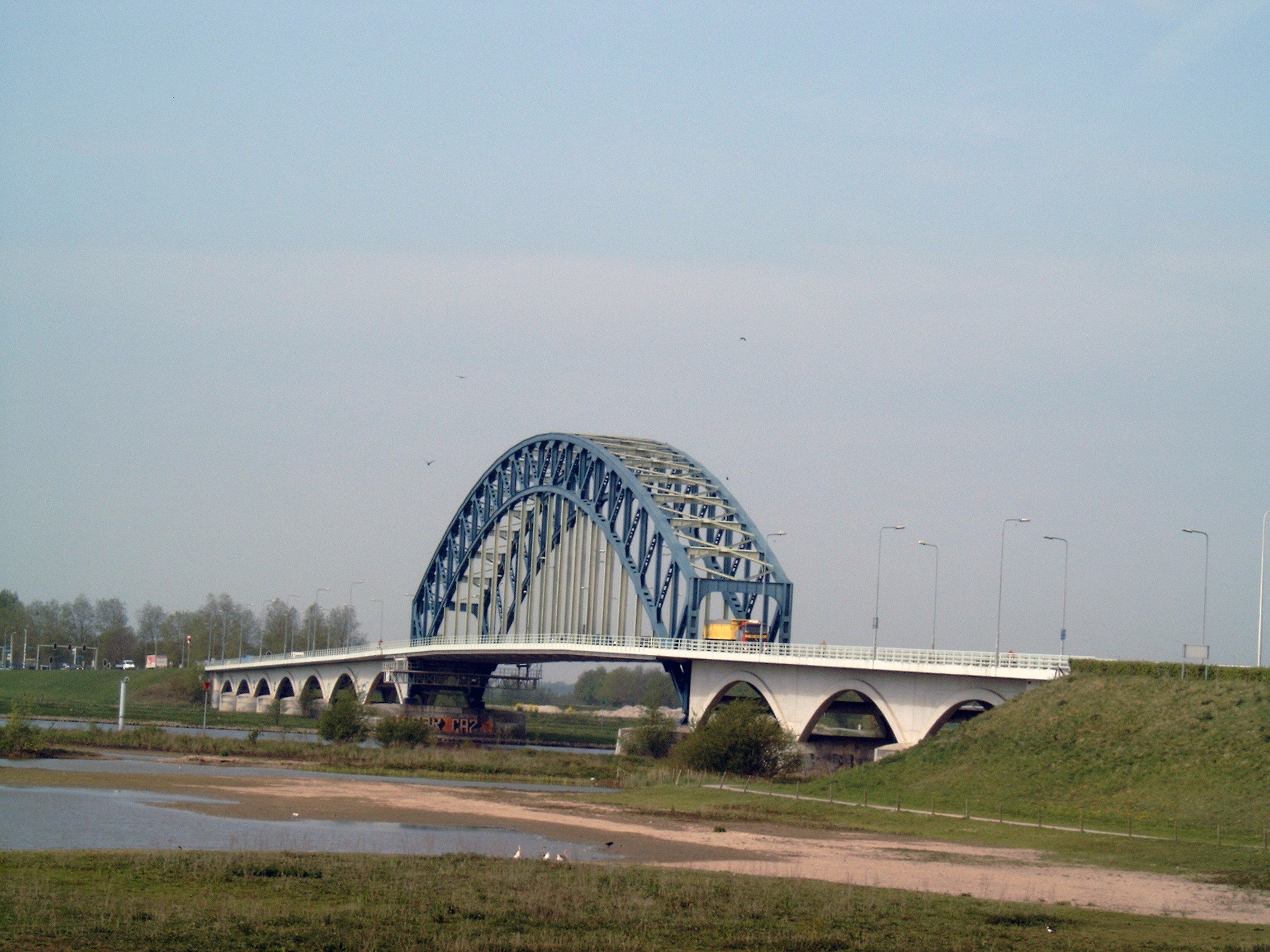
Zwolle, IJsselbrug bij laagwater
- Passage van de IJsselbrug (versneld)
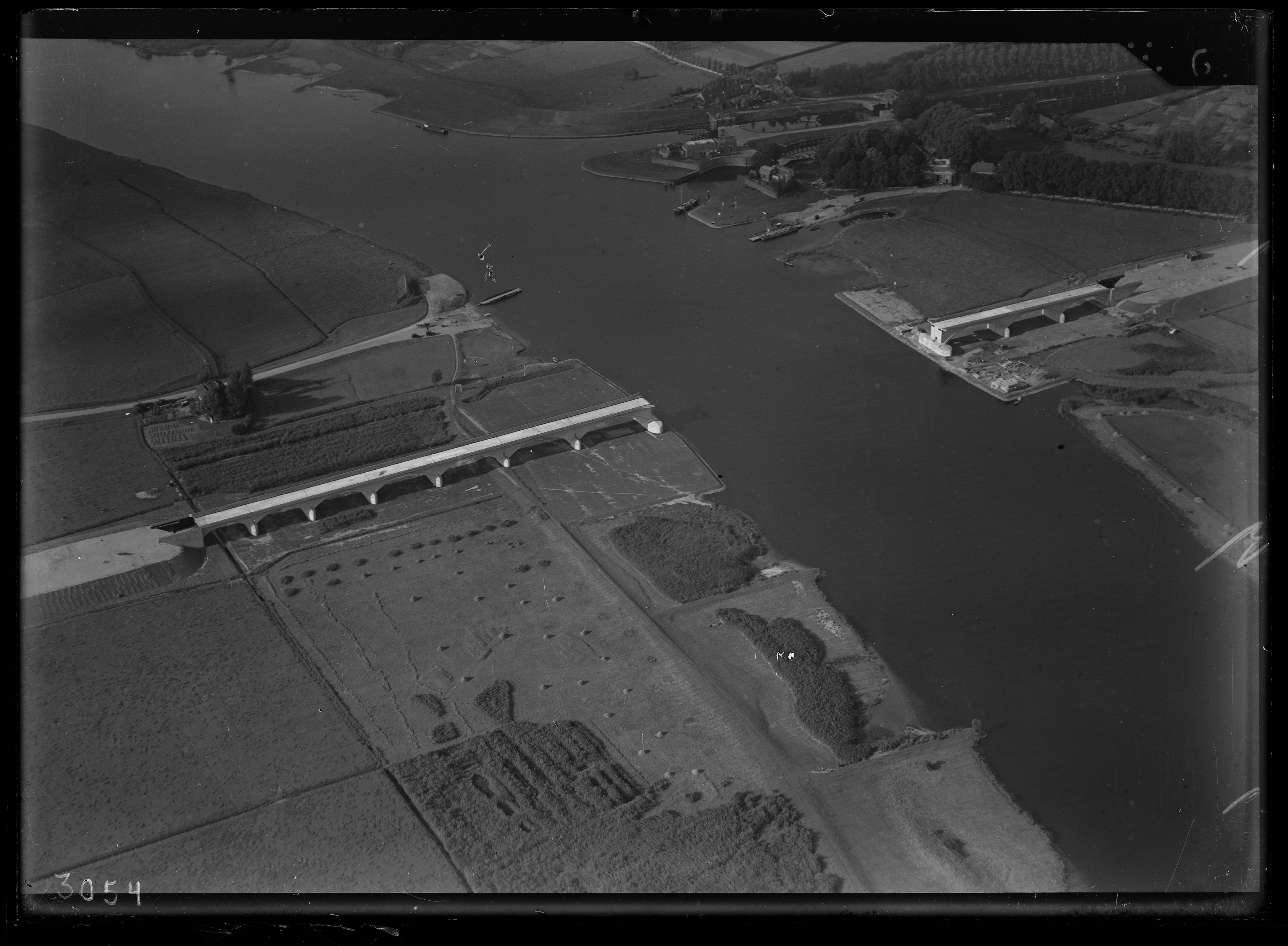
Heropening in 1947, met ook een fragment van de tijdelijke baileybrug
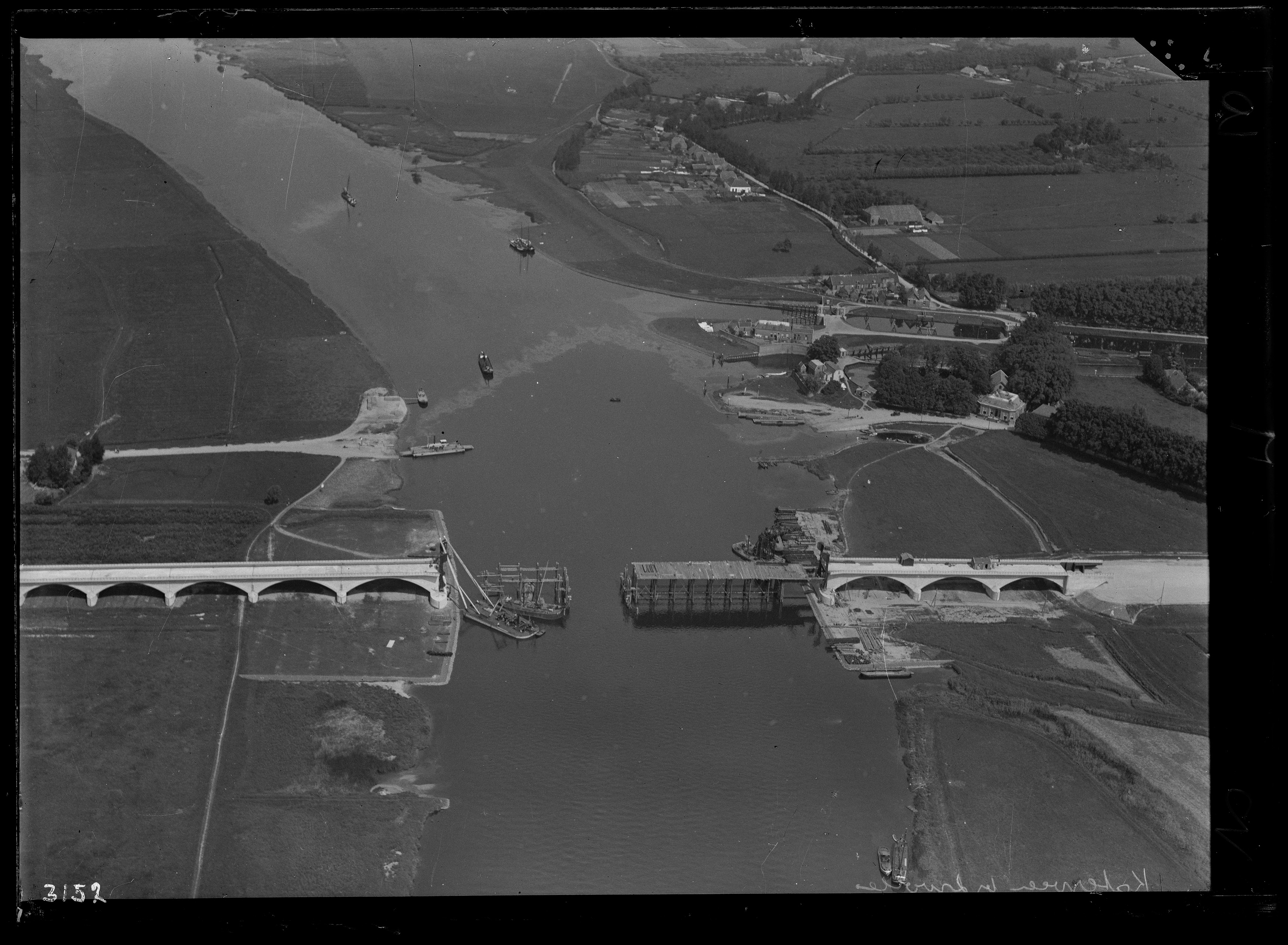
De brug in aanbouw
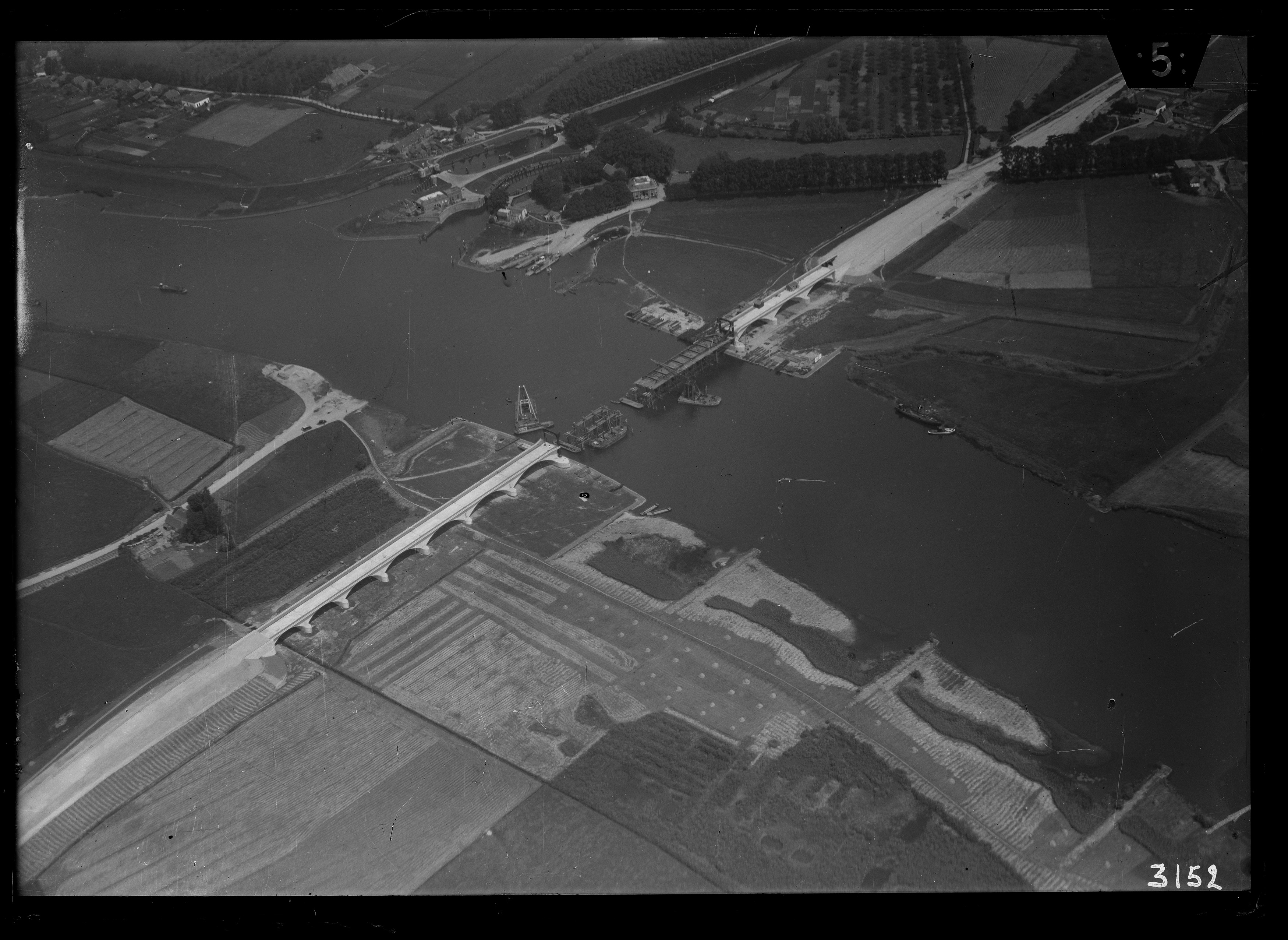
De brug in aanbouw
- De brug in aanbouw